# Sydling St Nicholas
Sydling St Nicholas – wieś w Anglii, w hrabstwie Dorset. Leży 13 km na północny zachód od miasta Dorchester i 185 km na południowy zachód od Londynu.